# Grønt glimt
Et grønt glimt eller en grøn stråle er et sjældent naturfænomen, som kan iagttages i Jordens atmosfære, når Solen betragtes ved solopgang eller solnedgang. Det viser sig som et grønt skin ved solens øverste rand, og ofte kommer der også et grønt glimt, når solen netop er gået ned.
Grønne glimt kan ses fra enhver højde – også fra et fly. De ses sædvanligvis ved en fri horisont som f.eks. over havet, men kan også ses over skytoppe og bjergtoppe.

## Fysisk forklaring
Solens hvide lys brydes i jordens atmosfære og opdeles derved i spektralfarverne. Farverne rød, orange og gul brydes ikke tilstrækkeligt til at ramme Jorden og forbliver derfor ubemærkede. Blå brydes stærkes, men bliver som regel heller ikke set, fordi blåt lys spredes mest. Kun den grønne farve (i lysspektret mellem gul og blå) bliver tilbage og kan ses. 

## I litteratur
Forfatteren Jules Verne anvendte fænomenet i sin roman Le Rayon Vert. Filmen Le Rayon vert af den franske instruktør Éric Rohmer benytter motivet fra denne roman. Fænomenet ses i filmens slutscene, men er skabt ved en trickoptagelse.